# 宫下友美
宮下友美（みやした ともみ、1982年4月30日－），日本女演员。北海道浦河郡浦河町出身，北海道浦河高等学校毕業。剧团青年座（电影放送部）所属。2014年1月1日與演員高橋光臣结婚，2018年2月19日長子誕生，2020年2月2日次子誕生。

## 略歴
2001年在电影《水男孩》的花絮短片《少女的心》（がきんちょハート）中作为女主角出道。

## 作品

### 电视剧
- 《私海》（2003年9月26日，富士电视台)
- 《超人力霸王納克斯》 第25話 - 第36話（2005年3月26日 - 6月18日，中部日本放送） - 飾野野宮瑞生
- 《心灵侦探八雲》第1 - 4話（2006年4月3日 - 24日，東京電視）
- 《週末大劇場》（土曜ワイド劇場）〈弁天祐美子法律事務所〉（2007年4月28日，朝日電視） - 飾松田佳織

### 映画
- 里(^0^)番長系列《独立少女紅蓮隊》（2004年公開） - 飾莎琪（サキ）
- 恐怖番長系列《稀人》（2004年公開） - 飾F

## 脚注
1. ↑  . 2014-01-01  [2014-01-01]. （原始内容存档于2014-01-02）.

## 外连
- 劇団青年座プロフィール（页面存档备份，存于）
- 公式ブログ（页面存档备份，存于）
- 宫下友美的X（前Twitter）
- 宫下友美的Facebook專頁